# Mirko Birsa
Mirko Birsa, slovenski zdravnik internist, * 15. december 1924, Radgona, † 2004, Maribor.

## Življenje in delo
Maturiral je leta 1943 v Ljubljani. Študij medicine je začel v Pragi nadaljeval pa v Zagrebu, kjer je 1951 tudi diplomiral. Specialistični izpit iz interne medicine je opravil 1958 v Ljubljani. V letih 1952-1953 je služboval v Bosni, nato v Mariboru. Leta 1962 je poučeval interno medicino in nalezljive bolezni na Višji stomatološki šoli, istočasno pa učil še na Šoli za medicinske sestre v Mariboru. Po končanem študiju je bil aktiven tudi v družbeno-političnem življenju; bil je poslanec družbenopolitičnega zbora skupščine SRS (1963-1964). Napisal je več razprav, knjig in priročnikov. Njegova bibliografija obsega 12 zapisov.
Po okupaciji Jugoslavije je bil leta 1941 zaradi sodelovanja v akcijah proti okupatorju v Mariboru zaprt. Še istega leta se je družina preselila v Ljubljano. Tu ga  je fašistična policija 1942 aretirala in poslala v internacijo v Treviso in Padovo. Po kapitulaciji Italije se je vrnil v Ljubljano, kjer ga je gestapo maja 1944 ponovno aretiral in poslal v Koncentracijsko taborišče Dachau, od tam pa v Lietmertz. Za svoje delo je prejel dve odlikovanji.

## Odlikovanja
- red za hrabrost
- red zaslug za ljudstvo s srebrno zvezdo

## Izbrana bibliografija
- Abecednik za astmatike (COBISS)
- Dihalne vaje in kronična obolenja pljuč (COBISS)
- Interna medicina in infekcijske bolezni za stomatologe (COBISS)
- O boleznih prebavil (COBISS)